# 新盤浦駅
新盤浦駅（シンバンポえき）は、大韓民国ソウル特別市瑞草区盤浦洞にあるソウル地下鉄9号線の駅。駅番号は(922)。

## 駅構造
相対式ホーム2面2線を有する地下駅で、フルスクリーンタイプのホームドアが設置されている。改札口に通じる階段はホーム1面につき2ヶ所、エレベータはホーム1面につき1基ある。
改札口は1ヶ所、化粧室は改札外に1ヶ所あり、出口は4番まである。

### のりば
| 上り | 9号線 | 鷺梁津・堂山・金浦空港・開花方面                     |
| 下り | 9号線 | 高速ターミナル・新論峴・総合運動場・中央報勲病院方面 |

## 歴史
- 2008年9月18日 - 新盤浦駅に駅名が確定[1]。
- 2009年7月24日 - 開業。

## 利用状況
近年の一日平均利用人員推移は下記のとおり。
なお、9号線の2009年は開業日の7月24日から12月31日までの161日間を基準にしたものである。
| 路線  | 路線     | 2000年 | 2001年 | 2002年 | 2003年 | 2004年 | 2005年 | 2006年 | 2007年 | 2008年 | 2009年 | 出典  |
| ----- | -------- | ------ | ------ | ------ | ------ | ------ | ------ | ------ | ------ | ------ | ------ | ----- |
| 9号線 | 乗車人員 | 未開業 | 未開業 | 未開業 | 未開業 | 未開業 | 未開業 | 未開業 | 未開業 | 未開業 | 2,123  | [ 2 ] |
| 9号線 | 降車人員 | 未開業 | 未開業 | 未開業 | 未開業 | 未開業 | 未開業 | 未開業 | 未開業 | 未開業 | 2,067  | [ 2 ] |
| 9号線 | 乗降人員 | 未開業 | 未開業 | 未開業 | 未開業 | 未開業 | 未開業 | 未開業 | 未開業 | 未開業 | 4,190  | [ 2 ] |
| 路線  | 路線     | 2010年 | 2011年 | 2012年 | 2013年 | 2014年 | 2015年 | 2016年 | 2017年 | 2018年 | 2019年 | 出典  |
| 9号線 | 乗車人員 | 2,502  | 2,717  | 3,171  | 2,988  | 3,048  | 3,236  | 3,404  | 3,589  | 3,415  | 3,161  | [ 2 ] |
| 9号線 | 降車人員 | 2,484  | 2,727  | 3,206  | 3,065  | 3,133  | 3,246  | 3,459  | 3,600  | 3,452  | 3,201  | [ 2 ] |
| 9号線 | 乗降人員 | 4,986  | 5,444  | 6,377  | 6,053  | 6,181  | 6,482  | 6,863  | 7,189  | 6,867  | 6,362  | [ 2 ] |

## 駅周辺
- 盤浦来美安パステージ（旧：盤浦住公2団地アパート）
- 新盤浦3次アパート
- 世和女子中学校
- 新盤浦中学校
- 啓星初等学校
- ドルウィッチカレッジ初等学校
- 蚕院初等学校
- 京南ショッピングセンター
- 盤浦総合運動場

## 隣の駅
ソウル市メトロ9号線
 9号線
急行
通過
一般（各駅停車）
旧盤浦駅 (921) - 新盤浦駅 (922) - 高速ターミナル駅 (923)